# Saint-Bernard (Côte-d'Or)
Saint-Bernard is een gemeente in het Franse departement Côte-d'Or (regio Bourgogne-Franche-Comté) en telt 291 inwoners (1999). De plaats maakt deel uit van het arrondissement Beaune.

## Geografie
De oppervlakte van Saint-Bernard bedraagt 3,7 km², de bevolkingsdichtheid is 78,6 inwoners per km².
De onderstaande kaart toont de ligging van Saint-Bernard (Côte-d'Or) met de belangrijkste infrastructuur en aangrenzende gemeenten.

## Demografie
Onderstaande figuur toont het verloop van het inwonertal (bron: INSEE-tellingen).